# Регіональний ландшафтний парк «Верхньодністровські Бескиди»
Верхньодністро́вські Бески́ди — регіональний ландшафтний парк в Україні. Об'єкт природно-заповідного фонду Львівської області. 
Розташований у південно-західній частині Львівської області (в межах Самбірського району), біля кордону з Польщею, в однойменній частині гірського масиву Східних Бескидів. 
Створений з метою збереження у верхів'ї басейну Дністра природних територіальних комплексів, цінних у науково-природничому, рекреаційному й туристичному напрямках. Дирекція ландшафтного парку перебуває у місті Старий Самбір, на вулиці Дрогобицькій, 2. 
Площа природоохоронної території — 8356 га. Створений 8 жовтня 1997 року на землях ДП Старосамбірський лісгосп (Головецьке, Мшанецьке та Старявське л-ва, кв. 37-58, 64-75, Спаське л-во, кв. 1-14). 

## Ландшафт
Рельєф місцевості гірський. Парк розташований у межах висот 600—1022 м над рівнем моря. Територія пролягає Магурським (730 м), Оровим (762 м), Магуро-Лімнянським (1022 м) хребтами. Їхня протяжність становить близько 10 км. Гребені хребтів хвилясті, крутизна схилів 15—25˚. Найбільшої висоти сягає гора Магура-Лімнянська — 1022 м над рівнем моря. 
Хребти поміж собою розділені поздовжніми долинами річок Лінинка, Мшанка, Тисовиця. Основні типи ґрунтів — дерново-підзолисті та гірсько-підзолисті.

## Флора
Панівними типами рослинності в ландшафтному парку є листяні, хвойно-листяні ліси та післялісові луки. Завдяки «дощовій тіні» у верхів'ї басейну Дністра існують сприятливі екологічні умови для росту ялиці, яка формує змішані з буком, а іноді й чисті, деревостани. 
У районі ландшафтного парку традиційно розвивалося гірське тваринництво. Через нестачу кормової бази букові ліси часто трансформувалися у післялісові луки та пасовища. У місцях припинення випасу луки заростають березою, ялівцем звичайним, вербою козячою та іншими піонерськими видами. 
Загалом тутешня флора налічує приблизно 600 видів судинних рослин. У лісах природного походження трапляються такі рідкісні види, занесені до Червоної книги України, як лілія лісова, беладонна звичайна, цибуля ведмежа, плаун колючий.

## Фауна
У лісах парку поширені характерні для Верхньодністровських Бескидів види тварин: гадюка звичайна, мідянка, саламандра плямиста. З рідкісних птахів поширені підорлик малий, пугач, лелеки білий та зрідка чорний. 
Серед великих ссавців у ландшафтному парку трапляються олень благородний та сарна європейська. Зрідка — вовк і куниця лісова.

## Перспективи розвитку
У травні 2011 року Інститут екології Карпат НАН України виступив з ініціативою створення транскордонної природоохоронної території на основі ландшафтного парку «Верхньодністровські Бескиди» й «Ґури Слонне» з польського боку. 